# Alan Rawsthorne
Alan Rawsthorne (2. května 1905 Haslingden, Lancashire – 24. července 1971 Cambridge) byl britský hudební skladatel.

## Život
Narodil se v rodině lékaře Huberta Rawsthorne. Jako dítě byl chatrného zdraví a proto byl vzděláván převážně soukromými učiteli doma. Již v dětství projevoval hudební a literární nadání, ale rodiče je zrazovali od úmyslu stát s profesionálním hudebníkem. Aby jim vyhověl pokoušel se absolvovat studium zubního lékařství a architektury na Univerzitě v Liverpoolu. Oba pokusy však byly neúspěšné.
V roce 1925 vstoupil konečně na Královskou hudební akademii v Manchesteru (Royal Manchester College of Music), kde byli jeho učiteli Carl Fuchs (violoncello) a Frank Merrick (klavír). Po absolvování školy v roce 1930 strávil Rawsthorne dva roky na mistrovském kurzu u Egona Petriho v Zakopanem v Polsku a krátce také v Berlíně.
Po svém návratu do Anglie byl zaměstnán jako klavírista a učitel v Dartington Hall v Devonu a stal se interním skladatelem Školy tance a pantomimy (School of Dance and Mime). V roce 1934 odešel do Londýna, aby zkusil štěstí jako hudební skladatel na volné noze. Jeho první skutečný úspěch se dostavil až o čtyři léta později na festivalu Společnosti pro soudobou hudbu (International Society for Contemporary Music Festival) v Londýně skladbou Theme and Variations for Two Violins (Téma a variace pro dvoje housle). V následujícím roce pak na festivalu soudobé hudby ve Varšavě uvedl rozměrnou skladbu Symphonic Studies.
Rawsthorne zkomponoval hudbu k mnoha filmům. V tomto oboru patří k nejslavnějším hudba k britskému válečnému filmu Kruté moře (The Cruel Sea) či hudba k televiznímu seriálu Příběh dvou měst podle románu Charlese Dickense. Pro českého posluchače je zajímavé, že zkomponoval také sborovou skladbu A Rose for Lidice věnovanou památce vyhlazení Lidic.
Poprvé se oženil v roce 1934 s violoncellistkou Philharmonia Orchestra Jessie Hinchliffe. V roce 1950 se rozvedl a jeho druhou ženou se stala známá výtvarná umělkyně a příležitostná modelka Isabel Lambertová (1912–1992). Isabel byl vdova po skladateli Constantu Lambertovi a nevlastní matka Kita Lamberta, manažera skupiny The Who.
Zemřel 24. července 1971 v Cambridgi. Je pochován na hřbitově v Thaxted v hrabství Essex. Jeho poslední skladbu, Elegy for guitar (Elegie pro kytaru), dokončil po smrti skladatele slavný kytarista Julian Bream.

## Dílo

### Balet
- Madame Chrysanthème (1955)

### Orchestrální skladby
- Light Music for Strings (1938)
- Symphonic Studies (1938)
- Cortèges, Fantasy Overture (1945)
- Koncert pro smyčcový orchestr (1949)
- Symphony No. 1 (1950)
- Symphony No. 2 (A Pastoral Symphony) (1959)
- Improvisations on a Theme by Constant Lambert (1960)
- Divertimento pro smyčcový orchestr (1962)
- Elegiac Rhapsody for Strings (1963)
- Symphony No. 3 (1964)
- Hallé Overture
- Suita z baletu Madame Chrysanthème
- Overture for Farnham
- Street Corner Overture
- Theme, Variations and Finale
- Triptych for Orchestra

### Koncerty
- Koncert pro klarinet a orchestr (1936–37)
- Koncert pro klavír a orchestr č.1 (1939)
- Koncert pro hoboj a orchestr (1947)
- Houslový koncert č. 1 (1948)
- Koncert pro klavír a orchestr č.2 (1951)
- Koncert pro klavír a orchestr č.2 (1951)
- Concertante Pastorale pro flétnu lesní roh a orchestr (1951)
- Houslový koncert č.2 (1956)
- Koncert pro violoncello a orchestr (1966)
- Koncert pro dva klavíry a orchestr (1968)

### Komorní skladby
- Sonatina pro flétnu, hoboj a klavír (1936)
- Téma a variace pro dvoje housle (1937)
- Concertante pro housle a klavír(1937)
- Sonáta pro violu (1937)
- Smyčcový kvartet č. 1 (1939)
- Klarinetový kvartet (1948)
- Violoncellová sonáta (1949)
- Smyčcový kvartet č. 2 (1954)
- Sonáta pro housle (1960)
- Concerto pro deset nástrojů (1961)
- Klavírní trio (1962)
- Kvintet pro klavír, hoboj, klarinet a lesní roh nebo fagot (1963)
- Smyčcový kvartet č. 3 (1965)
- Klavírní kvintet (1968)
- Suita pro flétnu violu a harfu (1968)
- Suite for Treble Recorder & Piano
- Elegy for Guitar (1971)

### Klavírní skladby
- Ballade in G sharp minor (Vánoce 1929)
- Piano Sonatina (1949)
- Four Romantic Pieces (1953)
- Bagatelles (1938)
- Ballade (1967)
- "The Creel" (Suite for Piano Duet)

### Vokální skladby s orchestrem
- Carmen Vitale (Choral Suite)
- A Canticle of Man (komorní kantáta)
- The God in a Cave (kantáta)
- Medieval Diptych
- Practical Cats for Speaker and Orchestra
- Tankas of the Four Seasons

### Sbory
- Canzonet from "A Garland for the Queen"
- Four Seasonal Songs
- Lament for a Sparrow
- The Oxen
- A Rose for Lidice

### Písně
- Three French Nursery Songs
- We Three Merry Maids
- Two Songs na slova Johna Fletchera
- Carol
- Saraband (s Ernestem lrvingem)
- Scena Rustica pro soprán a harfu
- Two Fish